# Quận Navajo, Arizona
Quận Navajo là một quận ở phía bắc của tiểu bang Arizona, Hoa Kỳ. Đến năm 2000 dân số quận là 97.470 người. Quận lỵ là Holbrook. 
Theo điều tra dân số 6 năm 2000, quận đã có 97.470 người, 30.043 hộ, và 23.073 gia đình sống trong quận. Mật độ dân số là 10 người cho mỗi dặm vuông (4/km ²). Có 47.413 đơn vị nhà ở với mật độ trung bình là 5 cho mỗi dặm vuông (2/km ²). Thành phần chủng tộc của dân cư quận như sau: 47,74% người Mỹ bản xứ, 45,91% người da trắng, 0,88% da đen hay Mỹ gốc Phi, 0,33% người châu Á, Thái Bình Dương 0,05%, 3,15% từ các chủng tộc khác, và 55,94% từ hai hoặc nhiều chủng tộc. 8,22% dân số là người Hispanic hay Latino của cuộc đua nào. 24,77% báo cáo nói Navajo ở nhà, 5,94% khác ngôn ngữ Nam Athabaskan, 4,71% Tây Ban Nha, và 3,23% Hopi 6.
Có 30.043 hộ, trong đó 40,50% có trẻ em dưới 18 tuổi sống chung với họ, 55,50% là các cặp vợ chồng sống với nhau, 16,30% có chủ hộ là nữ không có mặt chồng, và 23,20% là không lập gia đình. 19,90% của tất cả các hộ gia đình đã được tạo thành từ các cá nhân và 7,20% có người sống một mình 65 tuổi trở lên đã được người. Bình quân mỗi hộ là 3,17 và cỡ gia đình trung bình là 3,68.
Trong quận có dân số có cơ cấu 35,40% ở độ tuổi dưới 18, 8,80% 18-24, 25,30% 25-44, 20,40% 45-64, và 10,00% 65 tuổi trở lên. Tuổi trung bình là 30 năm. Cứ mỗi 100 nữ có 98,70 nam giới. Cứ mỗi 100 nữ 18 tuổi trở lên, đã có 97,20 nam giới.
Thu nhập trung bình cho một hộ gia đình trong quận là 28.569 USD, và thu nhập trung bình cho một gia đình là 32,409 USD. Nam giới có thu nhập trung bình 30.509 USD so với 21.621 USD cho phái nữ. Thu nhập trên đầu cho các quận được 11,609 USD. Giới 23,40% gia đình và 29,50% dân số sống dưới mức nghèo khổ, trong đó có 36,60% những người dưới 18 tuổi và 20,30% có độ tuổi từ 65 trở lên.